# 佐藤世那
佐藤世那（Sato Sena，1997年6月2日—）是一名出身於日本宮城縣仙台市的棒球選手，司職投手。

## 個人情報

### 獎項
- 2015年U-18世界盃棒球賽勝投王
- 2015年U-18世界盃棒球賽最佳先發投手

### 背號
- 67 （2016年 - ）

## 人物
名字源自F1賽車手與電視劇中木村拓哉飾演的主角「瀨名秀俊」，因為父親自身的名字對於外國人拼音困難，於是想讓兒子有外國人也能發音的簡單名字。有一個弟弟。

## 外部連結
- 個人年度別成績 佐藤世那 （日語）